# Goniothalamus
Goniothalamus is een geslacht uit de familie Annonaceae. De soorten komen voor van (sub)tropisch Azië tot in het noordwestelijke deel van het Pacifisch gebied.

## Soorten
- Goniothalamus acehensis R.M.K.Saunders
- Goniothalamus alatus R.M.K.Saunders
- Goniothalamus albiflorus Bân
- Goniothalamus amplifolius B.J.Conn & Damas
- Goniothalamus amuyon (Blanco) Merr.
- Goniothalamus andersonii J.Sinclair
- Goniothalamus angustifolius (A.C.Sm.) B.Xue & R.M.K.Saunders
- Goniothalamus aruensis Scheff.
- Goniothalamus aurantiacus R.M.K.Saunders & Chalermglin
- Goniothalamus australis Jessup
- Goniothalamus banii B.H.Quang, R.K.Choudhary & V.T.Chinh
- Goniothalamus borneensis Mat-Salleh
- Goniothalamus bracteosus Bân
- Goniothalamus brevicuspis Miq.
- Goniothalamus bygravei I.M.Turner & R.M.K.Saunders
- Goniothalamus calcareus Mat-Salleh
- Goniothalamus caloneurus Miq.
- Goniothalamus calvicarpus Craib
- Goniothalamus calycinus J.Sinclair
- Goniothalamus cardiopetalus (Dalzell) Hook.f. & Thomson
- Goniothalamus carolinensis Kaneh.
- Goniothalamus catanduanensis Quisumb.
- Goniothalamus cauliflorus K.Schum.
- Goniothalamus chartaceus H.L.Li
- Goniothalamus cheliensis Hu
- Goniothalamus chinensis Merr. & Chun
- Goniothalamus cleistogamus Burck
- Goniothalamus clemensii Bân
- Goniothalamus copelandii Merr.
- Goniothalamus coriaceus Burck
- Goniothalamus costulatus Miq.
- Goniothalamus crockerensis Mat-Salleh
- Goniothalamus curtisii King
- Goniothalamus dewildei R.M.K.Saunders
- Goniothalamus dolichocarpus Merr.
- Goniothalamus dolichopetalus Merr.
- Goniothalamus donnaiensis Finet & Gagnep.
- Goniothalamus dumontetii R.M.K.Saunders & Munzinger
- Goniothalamus elegans Ast
- Goniothalamus elmeri Merr.
- Goniothalamus epiphyticus Elmer
- Goniothalamus euneurus Miq.
- Goniothalamus expansus Craib
- Goniothalamus flagellistylus Tagane & V.S.Dang
- Goniothalamus fulvus Hook.f. & Thomson
- Goniothalamus gabriacianus (Baill.) Ast
- Goniothalamus gardneri Hook.f. & Thomson
- Goniothalamus giganteus Hook.f. & Thomsonv
- Goniothalamus gigantifolius Merr.
- Goniothalamus gracilipes Bân
- Goniothalamus grandiflorus (Warb.) Boerl.
- Goniothalamus griffithii Hook.f. & Thomson
- Goniothalamus holttumii J.Sinclair
- Goniothalamus hookeri Thwaites
- Goniothalamus howii Merr. & Chun
- Goniothalamus imbricatus Scheff.
- Goniothalamus kamarudinii I.M.Turner & R.M.K.Saunders
- Goniothalamus keralensis E.S.S.Kumar, Shaju, P.E.Roy & Raj Kumar
- Goniothalamus kinabaluensis Bân ex Mat-Salleh
- Goniothalamus kostermansii Mat-Salleh
- Goniothalamus lancifolius Merr.
- Goniothalamus laoticus (Finet & Gagnep.) Bân
- Goniothalamus latestigma C.E.C.Fisch.
- Goniothalamus leiocarpus (W.T.Wang) P.T.Li
- Goniothalamus loerzingii R.M.K.Saunders
- Goniothalamus longistaminus R.M.K.Saunders
- Goniothalamus longistylus Merr.
- Goniothalamus luzonensis Ferreras & Arriola
- Goniothalamus macranthus (Kurz) Boerl.
- Goniothalamus macrocalyx Bân
- Goniothalamus macrophyllus (Blume) Zoll.
- Goniothalamus maewongensis R.M.K.Saunders & Chalermglin
- Goniothalamus magnificus Elmer
- Goniothalamus majestatis P.Kessler
- Goniothalamus malayanus Hook.f. & Thomson
- Goniothalamus megalocalyx I.M.Turner & R.M.K.Saunders
- Goniothalamus mindorensis Merr.
- Goniothalamus miquelianus R.M.K.Saunders
- Goniothalamus monospermus (A.Gray) R.M.K.Saunders
- Goniothalamus montanus J.Sinclair
- Goniothalamus multiovulatus Ast
- Goniothalamus ninhianus Bân
- Goniothalamus nitidus Merr.
- Goniothalamus obtusatus (Baill.) R.M.K.Saunders
- Goniothalamus obtusifolius Merr.
- Goniothalamus palawanensis C.C.Tang & R.M.K.Saunders
- Goniothalamus panayensis Merr.
- Goniothalamus parallelovenius Ridl.
- Goniothalamus peduncularis King & Prain
- Goniothalamus phaeotrichus I.M.Turner & R.M.K.Saunders
- Goniothalamus philippinensis Merr.
- Goniothalamus puncticulifolius Merr.
- Goniothalamus repevensis Pierre ex Finet & Gagnep.
- Goniothalamus rhynchantherus Dunn
- Goniothalamus ridleyi King
- Goniothalamus rongklanus R.M.K.Saunders & Chalermglin
- Goniothalamus roseus Stapf
- Goniothalamus rostellatus Mat-Salleh
- Goniothalamus rotundisepalus M.R.Hend.
- Goniothalamus rufus Miq.
- Goniothalamus saccopetaloides Y.H.Tan & Bin Yang
- Goniothalamus salicinus Hook.f. & Thomson
- Goniothalamus sawtehii C.E.C.Fisch.
- Goniothalamus scortechinii King
- Goniothalamus sericeus Sujana & Vadhyar
- Goniothalamus sesquipedalis (Colebr. ex Wall.) Hook.f. & Thomson
- Goniothalamus shraddhae S.R.Dutta & S.M.Almeida
- Goniothalamus sibuyanensis (Elmer) Merr.
- Goniothalamus simonsii Hook.f. & Thomson
- Goniothalamus stenopetalus Stapf
- Goniothalamus stenophyllus Merr.
- Goniothalamus suaveolens Becc.
- Goniothalamus subevenius King
- Goniothalamus suluensis Merr.
- Goniothalamus takhtajanii Bân
- Goniothalamus tamirensis Pierre ex Finet & Gagnep.
- Goniothalamus tapis Miq.
- Goniothalamus tapisoides Mat-Salleh
- Goniothalamus tavoyensis Chatterjee
- Goniothalamus tenuifolius King
- Goniothalamus thomsonii Thwaites
- 'Goniothalamus thwaitesii Hook.f. & Thomson
- Goniothalamus tomentosus R.M.K.Saunders
- Goniothalamus tortilipetalus M.R.Hend.
- Goniothalamus touranensis Ast
- Goniothalamus tripetalus (Lam.) Veldkamp & R.M.K.Saunders
- Goniothalamus trunciflorus Merr.
- Goniothalamus undulatus Ridl.
- Goniothalamus uvarioides King
- Goniothalamus velutinus Airy Shaw
- Goniothalamus vietnamensis Bân
- Goniothalamus viridiflorus K.Schum. & Lauterb.
- Goniothalamus wightii Hook.f. & Thomson
- Goniothalamus woodii Merr. ex Mat-Salleh
- Goniothalamus wrayi King
- Goniothalamus wynaadensis (Bedd.) Bedd.
- Goniothalamus yunnanensis W.T.Wang